# 内証
内証（ないしょう、サンスクリット: Pratyātma-adhigamana）とは、自らの心の中で覚ること。また悟りそのものを表す場合もある。「内緒（ないしょ）」の語源。
本来の「内証」とは、如来・仏の悟りの境地を意味する。また心内の悟りを意味する「自内証」ともいう。人間が容易に意慮分別して推測できないということを強調して用いられる言葉である。つまり仏意のことである。
この「内証」により、外に現れた利他の働きを外用（げゆう）といい、また「内証外用」と総称する。このことから密教を中心に用いられる仏教用語である。
上記の理由から、秘密やその事柄を示す言葉として使われるようになり「内緒」と転化された。また俗に家計状態などをいうようになった。